# Autostrada A18 (Włochy)
Autostrada A18 – płatna autostrada we Włoszech na Sycylii. Arteria biegnie od miasta Messina wzdłuż wybrzeża Morza Jońskiego do Catanii. Odcinek ten ma ok. 75 km. Druga część trasy – długości nieco ponad 50 km. – znajduje się na południowo-wschodnim krańcu Sycylii i prowadzi z okolic miasta Syrakuzy do Modica. Ten fragment trasy jest bezpłatny, nie posiada także MOPów. W 2023 otwarty został odcinek Ispica – Modica. . Operatorem arterii jest spółka Consorzio per le Autostrade Siciliane. Drogą alternatywną dla trasy jest SS114 i SS115 od Syrakuzy do końca autostrady.

## Odgałęzienie
Autostrada A18dir – krótki, kilkukilometrowej długości, łącznik trasy A18 z Catanią. Droga ma na celu dobre skomunikowanie miasta z prowadzącą do Messiny autostradą. A18dir stanowi główną drogę wylotową z Catanii na północ.